# Karim Bagheri
Karim Bagheri (en persa: کريم باقری‎, el 20 de febrero de 1974) es un jugador y entrenador de fútbol profesional iraní retirado. Jugó más de la mitad de su carrera profesional para Persépolis en la Iran Pro League. Fue conocido como un centrocampista de dos pies y era famoso por sus poderosos tiros libres y penaltis.